# Peco (modelspoorfabrikant)
PECO is een Britse fabrikant van modeltreinaccessoires, met name railsystemen, gevestigd in Beer, Zuid-Devon, Engeland.
PECO is de overkoepelende naam voor de bedrijven Pritchard Patent Product Company Ltd, Peco Publications and Publicity Ltd, en Pecorama. Het bedrijf werd in 1946 opgericht door Sydney Pritchard in een klein huisje en distribueert tegenwoordig wereldwijd zijn producten.

## Producten
Het bedrijf levert producten in bijna alle gangbare modelspoorschalen van Z tot G De belangrijkste productlijnen zijn de verschillende railsystemen. Andere productlijnen zijn onder andere PECO Trackside – bouwpakketten en scenery-items in schalen 0, 00, TT en N – en een klein assortiment rollend materieel en locomotieven, zowel bouwpakketten als kant-en-klaar modellen, voor de schalen N en OO9.

### Railsystemen
Er zijn twee hoofdtypen PECO-railsystemen: PECO Set-track en PECO Streamline. Set-track omvat een reeks vaste bogen, rechte rails, kruisingen en wissels, volgens de standaard Britse geometrie. Het lijkt op de railcomponenten die bij modeltreinsets worden geleverd en is ontworpen voor minder ervaren modelbouwers, of voor degenen die niet veel tijd willen besteden aan het bouwen van rails. Wanneer een lay-out echter niet volledig met Set-track onderdelen gebouwd kan worden, kunnen Streamline-onderdelen naar wens worden gebruikt.
PECO Streamline is bedoeld voor de meer ervaren modelbouwer. Deze lijn biedt een grotere variëteit aan wissels en kruisingen, met verschillende radii. Voor 00-spoor zijn ze beschikbaar met een standaard platte railprofiel, en sinds 2019 ook met een bullhead-profiel. Historisch gezien waren de wissels en kruisingen beschikbaar in het Electrofrog-assortiment, met geleidende harten, en het Insulfrog-assortiment, met geïsoleerde kunststof harten. Sinds 2019 worden Electrofrog en Insulfrog uitgefaseerd en vervangen door het Unifrog-assortiment. Unifrog-wissels hebben een elektrisch geïsoleerde metalen hartstuk, dat optioneel gevoed kan worden via een draadverbinding.
De rails worden geleverd in lengtes van 914 mm (3 voet) (voor Z-spoor in lengtes van 2 voet) en kunnen op maat worden gesneden. De rail is flexibel, zodat de modelbouwer deze kan gebruiken voor rechte rails of voor bochten met elke gewenste radius. De Streamline-lijn is beschikbaar met verschillende railtypen, aangeduid met codenummers die de hoogte van de rail in duizendsten van een inch aangeven. Voor 00/H0-spoor is de originele ‘Code 100’-rail ontworpen voor oudere modellen. ‘Code 83’ is compatibel met Noord-Amerikaanse railsystemen, terwijl ‘Code 75’ is ontworpen voor schaalmodellen met kleinere flenzen, voor een meer natuurgetrouwe uitstraling. TT:120 PECO Streamline-rails worden geproduceerd met code 55-rail. N-spoor Streamline-rails zijn verkrijgbaar in code 80 en code 55.
De 00/H0-rails zijn op schaal voor H0; dit is commercieel begrijpelijk, aangezien het product zowel de kleinere Britse markt (vooral 00) als de grotere Europese/VS-markt (vooral H0) bedient. De lengte van de dwarsliggers, de afstand tussen dwarsliggers en de '6 foot way' bij Set-track zijn echter niet correct voor het modelleren van Britse rails in 00-spoor, wat de afwijking in spoorwijdte bij het rijden met 00-modellen kan benadrukken.
Om de railsystemen te ondersteunen, biedt PECO onder de merknaam "PECOlectrics" een assortiment elektronische besturingssystemen, wisselmotoren en schakelaars aan.